# 世界中國學論壇
世界中國學論壇是一個探討和研究中国学的論壇，於2004年首次舉辦。首届世界中國學論壇由上海市人民政府主办，上海社会科学院承办。;2006年第二届和2008年第三届世界中國學論壇由国务院新闻办公室指导。2010年开始，世界中國學論壇由国务院新闻办公室和上海市人民政府共同主办,上海社会科学院和上海市人民政府新闻办公室联合承办。